# George Clerk (6e baronnet)
George Clerk de Pennycuik, 6e baronnet (19 novembre 1787 – 23 décembre 1867) est un homme politique écossais Tory qui est membre du Parlement pour Edinburghshire, Stamford et Dover.

## Jeunesse
Il est le fils de James Clerk (décédé en 1793), troisième fils de George Clerk-Maxwell (en), 4e baronnet et Janet Irving. Il est né près d'Édimbourg. Il étudie au lycée d'Édimbourg, puis va à l'Université d'Oxford, obtenant son diplôme de DCL en 1810.

## Carrière politique
Il siège comme député d'Edinburghshire de 1811 à 1832, puis de 1835 à 1837, pour Stamford de 1838 à 1847, puis pour Dover de 1847 à 1852. Il est l'un des commissaires aux poids et mesures de 1818 à 1821. Il exerce des fonctions politiques en tant que Lord de l'amirauté de 1819 à 1830 (de 1827 à 1828, il est membre du Conseil du lord-amiral (le duc de Clarence), en tant que sous-secrétaire d'État au ministère de l'Intérieur du 5 août au 22 novembre 1830, en tant que secrétaire parlementaire du Trésor de novembre 1834 à avril 1835, en tant que secrétaire financier du Trésor de septembre 1841 à février 1845. En 1845, il est admis au Conseil privé et nommé vice-président de la Chambre de commerce et maître de la Monnaie, postes qu'il occupe jusqu'à la chute de l'administration conservatrice en 1846. Il est également sous-lieutenant de l'Edinburghshire.
En 1812, il est élu membre de la Royal Society of Edinburgh, ses proposants sont Thomas Charles Hope, George Stewart MacKenzie et John Playfair. Il est élu membre de la Royal Society de Londres en 1819. Il est aussi Président de la Zoological Society of London de 1862 à 1867 et président de la Royal Academy of Music.

## Famille
Il épouse Maria Anne Law (1788-1866), la fille d'Ewan Law, frère d'Edward Law, 1er baron Ellenborough, en 1810.
Il est décédé en décembre 1867, à l'âge de 80 ans, à Penycuik House, Midlothian. Il est enterré dans le cimetière local, près du mausolée de ses parents dans le cimetière de St. Mungo à Penicuik.
Son frère John Clerk-Maxwell de Middlebie, avocat, est le père du physicien mathématique James Clerk Maxwell.
Sa sœur Isabella épouse le solliciteur général de l'Écosse, James Wedderburn (juge) (en) (1782-1822).